# Svenska basketligan
La Basketligan es la principal liga de baloncesto profesional de Suecia. La liga se estableció originalmente en 1992 como Basketligan, nombre con el que fue conocida hasta la temporada 2006-07, cuando la empresa sueca Obol Investment firmó un acuerdo con la Federación de Baloncesto de Suecia a principios de octubre de 2006, la liga fue renombrada Obol Basketball League (OBL). En enero de 2007 el nombre fue cambiado a Ligan.

## Equipos 2024-2025
| Equipo              | Ciudad     | Pabellón             | Capacidad |
| ------------------- | ---------- | -------------------- | --------- |
| Högsbo              | Gotemburgo | Gothia Arena         | 500       |
| Luleå               | Luleå      | Luleå Energi Arena   | 2.700     |
| Borås               | Borås      | Boråshallen          | 3.000     |
| Jämtland            | Östersund  | Östersunds sporthall | 1.700     |
| Köping Stars        | Köping     | Karlbergshallen      | 650       |
| Norrköping Dolphins | Norrköping | Stadium Arena        | 4.500     |
| Nässjö              | Nässjö     | Nässjö Sporthall     | 1.200     |
| Södertälje Kings    | Södertälje | Täljehallen          | 2.200     |
| Umeå                | Umeå       | Umeå Energi Arena    | 1.270     |
| Uppsala             | Upsala     | IFU Arena            | 2.880     |

## Campeones
| Los campeones de liga desde 1993: - 1992/1993: Stockholm Capitals - 1993/1994: Kärcher Basket (Gotemburgo) - 1994/1995: Alvik Basket (Estocolmo) - 1995/1996: New Wave Sharks (Gotemburgo) - 1996/1997: LF Basket (Luleå) - 1997/1998: Norrköping Dolphins - 1998/1999: LF Basket (Luleå) - 1999/2000: LF Basket (Luleå) - 2000/2001: 08 Stockholm Human Rights - 2001/2002: LF Basket (Luleå) - 2002/2003: Solna Vikings - 2003/2004: LF Basket (Luleå) - 2004/2005: Södertälje Kings - 2005/2006: LF Basket (Luleå) - 2006/2007: LF Basket (Luleå) - 2007/2008: Solna Vikings (Solna) | - 2008/2009: Sundsvall Dragons (Sundsvall) - 2009/2010: Norrköping Dolphins (Norrköping) - 2010/2011: Sundsvall Dragons - 2011/2012: Norrköping Dolphins - 2012/2013: Södertälje Kings - 2013/2014: Södertälje Kings - 2014/2015: Södertälje Kings - 2015/2016: Södertälje Kings - 2016/2017: BC Luleå - 2017/2018: Norrköping Dolphins - 2018/2019: Södertälje Kings - 2019/2020: Borås Basket - 2020/2021: Norrköping Dolphins - 2021/2022: Norrköping Dolphins - 2022/2023: Norrköping Dolphins - 2023/2024: Norrköping Dolphins - 2024/2025: Norrköping Dolphins |

## Finales
| Temporada | Campeón                   | Subcampeón                | Resultado | MVP Final       |
| --------- | ------------------------- | ------------------------- | --------- | --------------- |
| 1992–93   | Stockholm Capitals        | Norrköping Dolphins       | 3–0       | -               |
| 1993–94   | Kärcher Basket            | Norrköping Dolphins       | 3–0       | -               |
| 1994–95   | Alvik BK                  | Kärcher Basket            | 3–0       | -               |
| 1995–96   | New Wave Sharks           | Södertälje Kings          | 3–2       | -               |
| 1996–97   | Plannja Basket            | M7 Borås                  | 3–1       | -               |
| 1997–98   | Norrköping Dolphins       | Plannja Basket            | 3–1       | -               |
| 1998–99   | Plannja Basket            | 08 Stockholm Human Rights | 3–0       | -               |
| 1999–00   | Plannja Basket            | M7 Borås                  | 3–1       | -               |
| 2000–01   | 08 Stockholm Human Rights | Norrköping Dolphins       | 3–0       | -               |
| 2001–02   | Plannja Basket            | Södertälje Kings          | 3–2       | -               |
| 2002–03   | Solna Vikings             | Plannja Basket            | 3–1       | -               |
| 2003–04   | Plannja Basket            | Norrköping Dolphins       | 4–1       | -               |
| 2004–05   | Södertälje Kings          | Sundsvall Dragons         | 4–2       | -               |
| 2005–06   | Plannja Basket            | Solna Vikings             | 4–1       | -               |
| 2006–07   | Plannja Basket            | 08 Stockholm Human Rights | 4–2       | -               |
| 2007–08   | Solna Vikings             | Sundsvall Dragons         | 3–0       | -               |
| 2008–09   | Sundsvall Dragons         | Solna Vikings             | 4–3       | -               |
| 2009–10   | Norrköping Dolphins       | Plannja Basket            | 4–1       | -               |
| 2010–11   | Sundsvall Dragons         | Norrköping Dolphins       | 4–3       | -               |
| 2011–12   | Norrköping Dolphins       | Södertälje Kings          | 4–2       | Johnell Smith   |
| 2012–13   | Södertälje Kings          | Sundsvall Dragons         | 4–2       | John Roberson   |
| 2013–14   | Södertälje Kings          | Norrköping Dolphins       | 4–3       | Toni Bizaca     |
| 2014–15   | Södertälje Kings          | Uppsala Basket            | 4–1       | John Roberson   |
| 2015–16   | Södertälje Kings          | Norrköping Dolphins       | 4–0       | Skyler Bowlin   |
| 2016–17   | BC Luleå                  | Södertälje Kings          | 4–1       | Brandon Rozzell |
| 2017–18   | Norrköping Dolphins       | BC Luleå                  | 4–3       | Joakim Kjellbom |
| 2018–19   | Södertälje Kings          | Borås Basket              | 4–1       | Nimrod Hilliard |
| 2019–20   | Borås Basket              | BC Luleå                  | n/a       |                 |
| 2020–21   | Norrköping Dolphins       | Södertälje BBK            | 4–0       | Adam Ramstedt   |
| 2021–22   | Norrköping Dolphins       | Jämtland Basket           | 4–2       | Jackson Rowe    |
| 2022–23   | Norrköping Dolphins       | Borås Basket              | 4–2       | Devonte Green   |
| 2023–24   | Norrköping Dolphins       | Borås Basket              | 4–1       | Felix Terrins   |
| 2024–25   | Norrköping Dolphins       | Borås Basket              | 4–1       | Shane Hunter    |

### Títulos por Club
| Equipo                                | Títulos | Subcampeonatos | Años                                                 |
| ------------------------------------- | ------- | -------------- | ---------------------------------------------------- |
| Norrköping Dolphins (Norrköping)      | 9       | 6              | 1998, 2010, 2012, 2018, 2021, 2022, 2023, 2024, 2025 |
| BC Luleå (Luleå)                      | 8       | 4              | 1997, 1999, 2000, 2002, 2004, 2006, 2007, 2017       |
| Södertälje Kings (Södertälje)         | 6       | 3              | 2005, 2013, 2014, 2015, 2016, 2019                   |
| Sundsvall Dragons (Sundsvall)         | 2       | 3              | 2009, 2011                                           |
| Solna Vikings (Solna)                 | 2       | 2              | 2003, 2008                                           |
| 08 Stockholm Human Rights (Stockholm) | 1       | 2              | 2001                                                 |
| Kärcher Basket (Gothenburg)           | 1       | 1              | 1994                                                 |
| Stockholm Capitals (Stockholm)        | 1       | 0              | 1993                                                 |
| Alvik BK (Stockholm)                  | 1       | 0              | 1995                                                 |
| New Wave Sharks (Gothenburg)          | 1       | 0              | 1996                                                 |
| M7 Borås (Borås)                      | 0       | 2              |                                                      |
| Uppsala Basket (Upsala)               | 0       | 1              |                                                      |

## MVP de la liga
| Temporada | Jugador            | Nacionalidad          | Equipo              |
| --------- | ------------------ | --------------------- | ------------------- |
| 2000–01   | Fred Drains        | Estados Unidos Suecia | Norrköping Dolphins |
| 2001–02   | Fred Drains        | Estados Unidos Suecia | Norrköping Dolphins |
| 2002–03   | Eric Talyor        | Estados Unidos        | Solna Vikings       |
| 2003–04   | Gee Gervin         | Estados Unidos        | Norrköping Dolphins |
| 2004–05   | Fred Drains        | Estados Unidos Suecia | Plannja Basket      |
| 2005–06   | Derrick Tarver     | Estados Unidos        | Solna Vikings       |
| 2006–07   | Fred Drains        | Estados Unidos Suecia | Plannja Basket      |
| 2007–08   | Joakim Kjellbom    | Suecia                | Sundsvall Dragons   |
| 2008–09   | Lesli Myrthil      | Suecia                | Solna Vikings       |
| 2009–10   | Joakim Kjellbom    | Suecia                | Norrköping Dolphins |
| 2010–11   | Alex Wesby         | Estados Unidos        | Sundsvall Dragons   |
| 2011–12   | Johnell Smith      | Estados Unidos        | Södertälje Kings    |
| 2012–13   | Toni Bizaca        | Croacia               | Södertälje Kings    |
| 2013–14   | Toni Bizaca        | Croacia               | Södertälje Kings    |
| 2014–15   | John Roberson      | Estados Unidos        | Södertälje Kings    |
| 2015–16   | Joakim Kjellbom    | Suecia                | Norrköping Dolphins |
| 2016–17   | Valter Lindstrom   | Suecia                | Södertälje Kings    |
| 2017–18   | Valter Lindstrom   | Suecia                | Södertälje Kings    |
| 2018–19   | Nimrod Hilliard IV | Estados Unidos        | Borås Basket        |
| 2019–20   | Brandon Rozzell    | Estados Unidos        | BC Luleå            |
| 2020–21   | Viktor Gaddefors   | Suecia                | Södertälje BBK      |
| 2021–22   | C. J. Wilson       | Estados Unidos        | Jämtland Basket     |
| 2022–23   | Devonte Green      | Estados Unidos        | Norrköping Dolphins |

## Jugador Defensivo del Año
| Temporada | Nacionalidad              | Jugador           | Equipo            |
| --------- | ------------------------- | ----------------- | ----------------- |
| 2011–12   | Bandera de Suecia         | Rickard Eriksson  | Uppsala           |
| 2012–13   | Bandera de Islandia       | Hlynur Bæringsson | Sundsvall Dragons |
| 2013–14   | Bandera de Islandia       | Hlynur Bæringsson | Sundsvall Dragons |
| 2014–15   | Bandera de Estados Unidos | Alex Wesby        | Sundsvall Dragons |

## Rookie del Año
| Temporada | Nacionalidad      | Jugador            | Equipo        |
| --------- | ----------------- | ------------------ | ------------- |
| 2011–12   | Bandera de Suecia | Niklas Larsson     | Solna Vikings |
| 2012–13   | Bandera de Suecia | Mathias Liljeqvist | KFUM Nassjo   |
| 2013–14   | Bandera de Suecia | Mikael Axelsson    | Eco Örebro    |
| 2014–15   | Bandera de Suecia | Johan Lofberg      | Eco Örebro    |

## Escoltas, Aleros y Pívots del Año
| Temporada |                           | Escolta del Año | Escolta del Año | Escolta del Año           |               | Alero del Año    | Alero del Año                                 | Alero del Año   |                     | Pívot del Año | Pívot del Año | Pívot del Año |
| Temporada | Nacionalidad              | Jugador         | Equipo          | Nacionalidad              | Jugador       | Equipo           | Nacionalidad                                  | Jugador         | Equipo              |               |               |               |
| 2011–12   | Bandera de Estados Unidos | Omar Krayem     | Borås           | Bandera de Estados Unidos | Keith Ramsey  | LF Norrbotten    | Bandera de Estados Unidos · Bandera de Suecia | Michael Palm    | Borås               |               |               |               |
| 2012–13   | Bandera de Estados Unidos | James Miller    | Borås           | Bandera de Estados Unidos | Kodi Augustus | 08 Stockholm     | Bandera de Estados Unidos                     | Keith Wright    | Uppsala             |               |               |               |
| 2013–14   | Bandera de Estados Unidos | James Miller    | Borås           | Bandera de Croacia        | Toni Bizaca   | Södertälje Kings | Bandera de Suecia                             | Joakim Kjellbom | Norrköping Dolphins |               |               |               |